# Pikado klub Romano

Pikado klub Romano iz Rijeke službeno je pravno registriran 2. veljače 2002. godine, ali se okupljanje svojih članova i aktivnosti oko organizacije lokalnih turnira u pikadu i sudjelovanja na tada rijetko organiziranim regionalnim natjecanjima odvija od 1996. godine. 
Klub je svojim aktivnim sudjelovanjem pridonio razvoju športskog pikada u Rijeci, koja ima jednu od najjačih liga u Hrvatskoj.
Najveći je uspjeh kluba osvajanje titule europskog ekipnog prvaka u disciplini 301 MA u Poreču 2004. godine. 
U sezoni 2001./02., ekipa PK Romano osvojila je 2. mjesto u B ligi, nakon čega nastavlja natjecanja u A ligi do danas.
Novoosnovana C ekipa privukla je i najviše pažnje u klubu, pa je tako sam predsjednik, Neil Turkanović preuzeo vodstvo novaka.
Klub Romano danas ima i žensku ekipu.
Od 2002. godine klub redovito sredinom srpnja, povodom svoje godišnjice, na dan Gospe Karmelske zaštitnice Drenove, organizira veliki otvoreni turnir: KUP ROMANO. Pored ovog turnira, klub često organizira i lokalne turnire.
Članovi treniraju u klupskim prostorijama na 2 elektronička pikada. 